# Reflektor
Reflektor (от англ. Reflector — «Отражатель») — четвёртый студийный альбом канадской инди-рок группы Arcade Fire, выпущенный 28 октября 2013 г. лейблом Merge Records в виде двойного альбома. Его продюсерами стали бывший фронтмен LCD Soundsystem Джеймс Мёрфи, постоянный продюсер Arcade Fire Маркус Дравс и сами участники группы.
Альбом был создан под влиянием гаитянской музыки рара, фильма «Чёрный Орфей» Марселя Камю и эссе Сёрена Кьеркегора «Два века». Выходу альбома предшествовала партизанская маркетинговая кампания, вдохновлённая гаитянскими символами веве, и выпуск ограниченным тиражом сингла «Reflektor» от имени вымышленной группы The Reflektors.

## Предыстория
Идея альбома возникла после поездки вокалиста и гитариста Уина Батлера и мультиинструменталистки Реджин Шассан на Гаити, откуда были родом родители Шассан. Батлер признавался: «Первая поездка на Гаити с Реджин оказалась началом значительных изменений в моих представлениях о мире». Вдохновившись гаитянской музыкой рара, Батлер и Шассан включили в новый материал группы элементы этого стиля вместе с ямайскими влияниями. Как объяснял Батлер, «это не значит, что наша группа теперь пытается играть гаитянскую музыку. Я просто почувствовал, что мы открыты для нового влияния. Должно быть, то же самое чувствовал Боб Марли, когда впервые услышал Кёртиса Мэйфилда».

## Запись
Группа начала работу над альбомом в 2011 году в Луизиане, а в следующем году отправилась на Ямайку с продюсером Маркусом Дравсом. Запись проходила в заброшенном замке под названием Trident. «Замок был построен в 1979 году или около того одним эксцентричным ямайцем… и много лет пустовал. Я встретил парня, который собирался перестроить его в отель, и мы просто арендовали его задёшево. Там ничего не было, так что мы привезли кровати, пианино и кое-какое оборудование», — рассказывал Батлер. Альбом записывался в основном на магнитную ленту.
В августе 2012 года к работе над альбомом присоединился продюсер и бывший фронтмен LCD Soundsystem Джеймс Мёрфи, с которым группа хотела поработать уже больше шести лет. Комментируя решение делать альбом двойным, Батлер говорил: «Мы собирались сделать короткую запись, но когда было готово 18 песен, каждая из которых длилась от шести до восьми минут, мы подумали: „Э-э, кажется, коротким альбом не будет“. Разделив альбом на две части, мы словно разделили его на два разных мира». По словам Батлера, всего для альбома было записано 50 или 60 песен.

## Влияние
Батлер, основной автор слов, отмечал, что тексты песен альбома были вдохновлены фильмом 1959 года «Чёрный Орфей», в особенности в том, что касается тем отчуждения и смерти: «„Чёрный Орфей“ — один из моих любимых фильмов всех времён. Его действие происходит на бразильском карнавале, а миф об Орфее в нём представлен как оригинальный любовный треугольник, история типа Ромео и Джульетты». Также на лирическое содержание альбома повлияло эссе датского философа Сёрена Кьеркегора «Два века» (дат. To Tidsaldre). Батлер рассказывал: «Он написал его в 1846 году, а кажется, что это написано о современности. Он говорит о давлении и отчуждении, и ты читаешь и думаешь: „Не представляю, насколько безумно это может быть“».
О песнях Here Comes the Night Time и Here Comes the Night Time II, появившихся в соответствующих частях альбома, Батлер рассказывал: «Вторая из них на самом деле была написана первой. Она открывает вторую половину альбома — как после карнавала. Обе песни вдохновлены моментом, когда солнце в Порт-о-Пренсе только начинает садиться, и это действительно впечатляет, потому что в бо́льшей части города нет электричества и все спешат добраться домой до наступления темноты». В первой из песен упоминаются миссионеры, что Батлер комментировал так: «Нелепо идти в такое место как Гаити и учить людей чему-то о Боге. По моему опыту, скорее вероятно обратное».
Песня Supersymmetry изначально была написана для фильма Спайка Джонза «Она», саундтрек к которому группа сочиняла одновременно с работой над альбомом. Песня в первой версии звучит на закрывающих титрах фильма.

## Промокампания

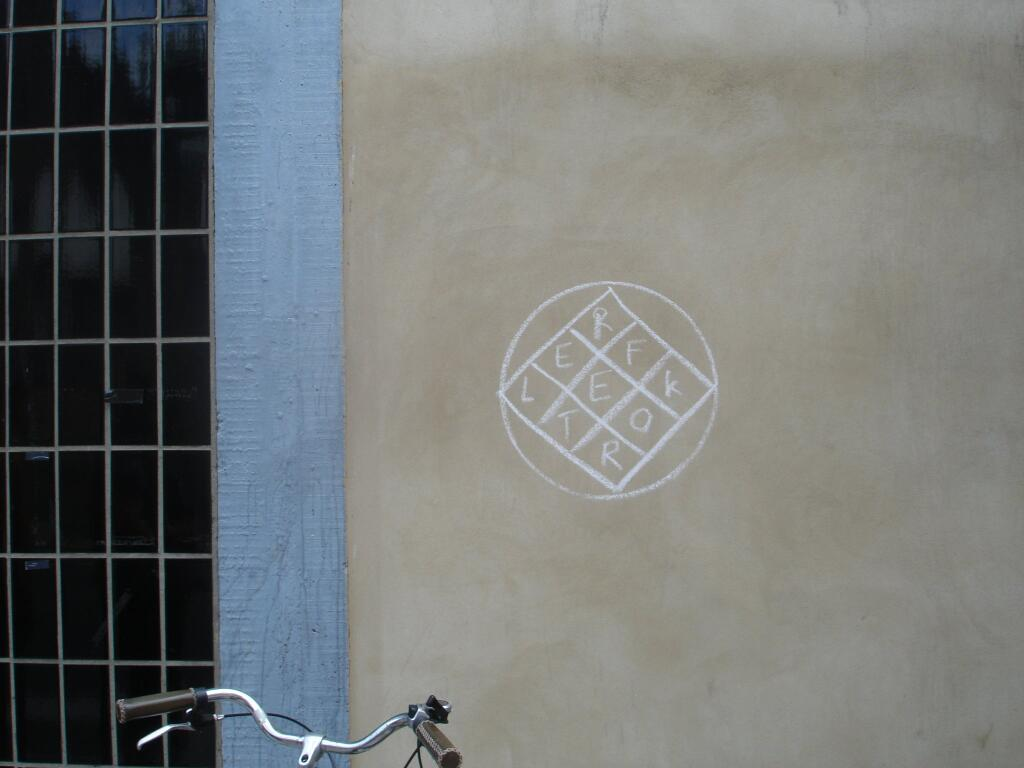
Логотип Reflektor в Лондоне

В начале августа 2013 года на стенах городов по всему миру появился загадочный логотип, буквы в котором складывались в слово «reflektor». В одноимённом Instagram-аккаунте можно было увидеть фотографии этого логотипа и короткое видео, в котором было показано, как его рисует неизвестный. Как стало известно позже, этот стрит-арт был частью партизанской маркетинговой кампании в поддержку нового альбома Arcade Fire. О выходе альбома и дате релиза группа объявила через твиттер, ответив на вопрос фаната. Впоследствии Уин Батлер рассказывал, что логотип Reflektor был вдохновлён гаитянскими символами веве.
26 августа Arcade Fire подтвердили, что кампания была связана с группой, разместив на здании в Манхэттене большой баннер, на котором был запечатлен логотип и слова «Arcade Fire 9 pm 9/9». 2 сентября группа выложила в своём аккаунте в Spotify загадочный 15-секундный клип, озаглавленный «9 pm 9/9». 9 сентября 2013 года в девять часов вечера группа обнародовала два видеоклипа, традиционный (авторства Антона Корбейна) и интерактивный, на первый сингл и заглавный трек альбома и в последнюю минуту объявила о своём секретном концерте в монреальском клубе «Salsathèque» под именем The Reflektors.
28 сентября группа выступила на шоу Saturday Night Live, представив получасовой концертный фильм Романа Копполы с участием в качестве камео Рэйна Уилсона, Боно, Бена Стиллера, Джеймса Франко, Майкла Сера и Зака Галифианакиса. В этом видео впервые прозвучали песни Here Comes the Night Time, We Exist и Normal Person. 12 октября группа выпустила тизер, содержащий 30 секунд песни Awful Sound (Oh Eurydice). 21 октября был обнародован видеоклип на песню Afterlife, смонтированный из кадров фильма «Чёрный Орфей», а 24 октября на официальном сайте группы появилось видео, в котором весь новый альбом звучал под кадры этого фильма.
Журнал Pitchfork назвал промокампанию «необычной, амбициозной, смутной, ошеломляющей, немного бестактной и очень успешной». Её сравнивали с промокампаниями альбомов Daft Punk и Канье Уэста, также выпущенных в 2013 году. В одном из интервью Батлер заявил, что с наслаждением предвкушал выход альбома, и оценил кампанию, нагнетающую напряжение по поводу выпуска альбома, как «странный арт-проект» и «подготовка хорошей вечеринки».
Кампания получила и негативные оценки, группу даже обвинили в вандализме и повреждении имущества. Arcade Fire принесли извинения, объяснив, что рисунки на стенах должны были делаться мелом или другими смываемыми средствами, без использования краски или клея под бумажными листовками.

## Оформление
На обложке альбома присутствует изображение скульптуры Огюста Родена «Орфей и Эвридика».

## Критика
| Совокупная оценка    | Совокупная оценка |
| Источник             | Оценка            |
| -------------------- | ----------------- |
| Metacritic           | 80/100            |
| Оценки критиков      |                   |
| Источник             | Оценка            |
| AllMusic             | [ 1 ]             |
| Entertainment Weekly | B                 |
| The Guardian         | [ 27 ]            |
| The Independent      | [ 28 ]            |
| Los Angeles Times    | [ 29 ]            |
| NME                  | (8/10)            |
| The Observer         | [ 31 ]            |
| Pitchfork Media      | (9.2/10)          |
| Rolling Stone        | [ 33 ]            |
| Slant Magazine       | [ 34 ]            |

Альбом преимущественно встретил одобрение критиков. На сайте Metacritic он имеет средний балл 80 из ста на основе 48 рецензий, что означает «в целом благоприятные отзывы».
Rolling Stone присвоил альбому рейтинг в 4 с половиной звезды, назвав его лучшим альбомом Arcade Fire. Pitchfork дал альбому 9.2 балла, что стало наивысшей оценкой для группы со времён её дебюта «Funeral». USA Today оценил альбом в три звезды из четырёх, заявив: «Большая часть музыки в альбоме — дерзкая, искажённая и бурлящая электроникой — звучит фантастически свежо. Группа движется от роковой основы The Suburbs и Neon Bible к экзотическим перкуссионным коллажам, оставаясь в долгу у Дэвида Боуи (который появляется в коротком камео) и U2 эпохи „Achtung Baby“». Как отметил журнал The Quietus, «Arcade Fire могут больше не бояться вопроса „что дальше?“, они убедительно ответили на него. Их четыре альбома сверкают множеством граней и возможностей, и группа может гордиться тем, как это отражается на них».
Среди российских критиков также преобладали позитивные оценки. Так, Александр Горбачёв из журнала «Афиша» заявил, что после этого альбома группа окончательно приобретает статус великой. Lenta.ru назвала «Reflektor» лучшим на данный момент альбомом Arcade Fire, посчитав главным его достоинством то, что «несмотря на обилие электронных примочек и преобладание танцевальных ритмов, это очень живая музыка. Пяти- и даже семиминутные композиции звучат здесь скорее непринуждённо и расслабленно, чем монументально». Gazeta.ru заявила, что Arcade Fire «дошли в своей музыке до совершенства формы и непосредственности чувства» и назвала группу образца 2013 года «новыми The Beatles». Российский журнал Rolling Stone оценил альбом в три звезды из пяти, раскритиковав его за «непомерную раздутость» и «апатичную рефлексию».

### Награды по итогам года
| Издание              | Место | Список                                              |
| -------------------- | ----- | --------------------------------------------------- |
| Consequence of Sound | 7     | Top 50 альбомов 2013 года                           |
| Drowned in Sound     | 5     | Лучшие альбомы 2013 года по версии Drowned in Sound |
| Gazeta Wyborcza      | 1     | 10 лучших иностранных альбомов 2013 года            |
| The Line of Best Fit | 15    | Best Fit Fifty: Альбомы 2013 года                   |
| NME                  | 7     | 50 лучших записей 2013 года                         |
| Rolling Stone        | 5     | 50 лучших альбомов 2013 года                        |
| Stereogum            | 10    | 50 лучших альбомов 2013 года                        |
| Pitchfork Media      | 10    | Top 50 альбомов 2013 года                           |

### Позиции в чартах
Альбом стартовал на первом месте в канадском чарте альбомов с результатом продаж в 49 тысяч экземпляров. Всего в 2013 году в Канаде альбом был продан тиражом в 101 тысячу копий. В США альбом также достиг первого места в Billboard 200 с 140 тысячами проданных экземпляров в первую неделю. Виниловая версия альбома заняла в США третье место по продажам в 2013 году с результатом в 31 тысячу копий. В Великобритании альбом стартовал с первого места в национальном чарте с результатом продаж в 45 252 экземпляра.
| Чарт (2013)                              | Высшая позиция |
| ---------------------------------------- | -------------- |
| Австралия (ARIA)                         | 3              |
| Австрия (Ö3 Austria)                     | 4              |
| Бельгия/Фландрия (Ultratop)              | 1              |
| Бельгия/Валлония (Ultratop)              | 2              |
| Канада (Canadian Albums Chart)           | 1              |
| Хорватия (IFPI)                          | 1              |
| Дания (Hitlisten)                        | 4              |
| Нидерланды (Album Top 100)               | 6              |
| Финляндия (Suomen virallinen lista)      | 8              |
| Франция (SNEP)                           | 3              |
| Германия (Media Control)                 | 6              |
| Венгрия (MAHASZ)                         | 27             |
| Ирландия (IRMA)                          | 1              |
| Италия (Classifica album)                | 8              |
| Новая Зеландия (RMNZ)                    | 5              |
| Норвегия (VG-lista)                      | 3              |
| Польша (ZPAV)                            | 19             |
| Португалия (AFP)                         | 1              |
| Шотландия (Scottish Albums Chart)        | 1              |
| Испания (PROMUSICAE)                     | 4              |
| Швеция (Sverigetopplistan)               | 9              |
| Швейцария (Schweizer Hitparade)          | 4              |
| Великобритания (UK Albums Chart)         | 1              |
| Великобритания (UK Digital Albums Chart) | 1              |
| США (Billboard 200)                      | 1              |

### Сертификации
| Регион                                                      | Сертификация | Продажи |
| ----------------------------------------------------------- | ------------ | ------- |
| Великобритания (BPI)                                        | Золотой      | 156,414 |
| ^ Данные о тиражах приведены только на основе сертификации. |              |         |

## Список композиций
Примечание: на CD и цифровых релизах трек We Exist является вторым, а на виниловой версии — четвёртым. На CD-релизе перед первым треком первого диска находится скрытый трек.
| №  | Название                                | Название на русском языке         | Длительность |
| -- | --------------------------------------- | --------------------------------- | ------------ |
| 0. | «Reflektive Age (Pre-Gap Hidden Track)» | Рефлексирующий век (скрытый трек) | 10:02        |
| 1. | «Reflektor»                             | Отражатель                        | 7:34         |
| 2. | «We Exist»                              | Мы существуем                     | 5:43         |
| 3. | «Flashbulb Eyes»                        | Глаза-лампочки                    | 2:42         |
| 4. | «Here Comes the Night Time»             | Приходит ночь                     | 6:30         |
| 5. | «Normal Person»                         | Нормальный человек                | 4:22         |
| 6. | «You Already Know»                      | Ты уже знаешь                     | 3:59         |
| 7. | «Joan of Arc»                           | Жанна д'Арк                       | 5:24         |

| №  | Название                        | Название на русском языке           | Длительность |
| -- | ------------------------------- | ----------------------------------- | ------------ |
| 1. | «Here Comes the Night Time II»  | Приходит ночь II                    | 2:51         |
| 2. | «Awful Sound (Oh Eurydice)»     | Ужасный звук (О Эвридика)           | 6:13         |
| 3. | «It's Never Over (Hey Orpheus)» | Это никогда не кончится (Эй, Орфей) | 6:42         |
| 4. | «Porno»                         | Порно                               | 6:02         |
| 5. | «Afterlife»                     | Жизнь после смерти                  | 5:52         |
| 6. | «Supersymmetry»                 | Суперсимметрия                      | 11:16        |

## Исполнители
| - Уин Батлер — вокал, гитара, бас-гитара, фортепиано, синтезаторы, мандолина - Реджин Шассан — фортепиано, аккордеон, синтезаторы, ксилофон, харди-гарди, ударные, блокфлейта, вокал, бэк-вокал - Ричард Парри — бас-гитара, контрабас, гитара, фортепиано, синтезаторы, маримба, аккордеон, челеста, ударные, бэк-вокал, перкуссия - Тим Кингсбери — гитара, бас-гитара, контрабас, фортепиано, синтезаторы, бэк-вокал - Уилл Батлер — гитара, бас-гитара, контрабас, синтезаторы, ситар, тромбон, кларнет, флейта Пана, глокеншпиль, музыкальная пила, омнихорд, концертино, бэк-вокал, перкуссия, гадулка - Джереми Гара — ударные, гитара, фортепиано, синтезаторы, перкуссия - Сара Нойфельд — струнные, оркестровые аранжировки, вокал, бэк-вокал - Оуэн Паллетт — оркестровые аранжировки, струнные - Марика Энтони-Шоу — струнные - FILMharmonic Orchestra Prague — струнные - Колин Стетсон — аранжировки духовых, саксофоны - Стюарт Боги — саксофоны - Уиллинсон Дюпрэйт — дополнительная перкуссия - Веррьё Зиле — дополнительная перкуссия - Дюво Марк Телу — дополнительная перкуссия - Вишмон Телу — дополнительная перкуссия - Джо Лавуа — гитара, клавишные - Роб Гилл — гитара, бонго - Kid Koala — манипуляции с семплами (1:1) - Дэвид Боуи — вокал (1:1) - Джонатан Росс — семпл вокала (1:6) | - Arcade Fire — продюсирование, сведение (1:3 и 2:1) - Джеймс Мёрфи — продюсирование (кроме 1:3 и 2:1), дополнительная запись, сведение (2:2 и 2:6) - Маркус Дравс — продюсирование (кроме 1:3, 2:1, 2:3, 2:4 и 2:6), дополнительная запись - Марк Лоусон — запись, дополнительное продюсирование (1:1, 1:3 и 1:4), сведение (1:3 и 2:1) - Кори Ричи — запись, ассистент сведения - Том Эльхёрст — дополнительная запись, сведение (1:1, 1:2, 1:4, 1:7, 2:3 и 2:5) - Дэмиен Тейлор — дополнительная запись - Паскаль Шефтешай — дополнительная запись - Дэвид Фаррелл — ассистент записи - Эрик Эйгл — ассистент записи - Крэйг Силви — сведение (1:2, 1:5, 1:6 и 2:4) - Мэтт Шоу — ассистент сведения - Бен Бапти — ассистент сведения - Джо Вишиано — ассистент сведения - Эдуардо де ла Паз — ассистент сведения - Тед Йенсен — мастеринг - Кэролайн Роберт — оформление альбома, фотографии - Кори Ричи — фотографии |